# Gérard de Vliederhoven
Gérard de Vliederhoven, avoué et curateur de la commanderie teutonique d'Utrecht, est un écrivain mystique actif à la charnière des XIVe et XVe siècles . Avec son collègue Johann van der Sande, frère cellérier, il manifesta une fidélité constante envers le commandeur Gerhard Splinter Uten Enghe, lorsqu'à partir de 1380 ce dernier tenta de rétablir la discipline au sein de l'Ordre. On ignore tout des origines et de la vie de Gérard, bien qu'à l'instar de Denys le Chartreux, il soit l'un des principaux représentants de la littérature édifiante de son siècle. Son traité sur les Quattuor novissima examine les quatre termes de la vie chrétienne, à savoir la Mort, le Jugement des âmes, l'Enfer et le Paradis. Très largement diffusé dès le début du XVe siècle sous le titre de Cordiale quattuor novissimorum ou, plus brièvement, le Cordiale, il montre comment l'attention portée à ces quatre termes permet au fidèle de se garder des péchés. Cet ouvrage a exercé une profonde influence sur la pensée eschatologique des adeptes de la Devotio moderna. Plusieurs monastères instituaient la lecture commune du Cordiale et l'on sait par le chroniqueur Jean Busch qu'elle était lue à l'abbaye de Windesheim pendant les repas. Jean Miélot l'a traduit en français sous le titre Les quattres choses derrenieres.